# Roman Mavlanov
Roman Mavlanov (nacido el 5 de julio de 1994) es un piloto de automovilismo ruso.

## Carrera

### Karting
Nacido en Moscú, Mavlanov comenzó su carrera deportiva en karting a la edad de 13 años en las copas rusas, consiguiendo títulos en varias categorías. 

### Formula Renault
Mavlanov debutó en monoplazas en 2011, compitiendo en la Eurocopa de Fórmula Renault y la Fórmula Renault 2.0 Alpes para el equipo Boëtti Racing.  Terminó su temporada de la Eurocopa sin ningún resultado puntuable, mientras que en la serie de los Alpes tuvo diez resultados puntuables en dieciséis carreras.
Mavlanov pasó a Tech 1 Racing en 2012, compitiendo nuevamente tanto en la Eurocup Fórmula Renault como en la Fórmula Renault 2.0 Alpes.  En la Eurocopa no volvió a sumar puntos, mientras que en la serie de los Alpes se redujo a cinco finales puntuables.
Mavlanov se unió a RC Formula tanto para la Copa de Europa del Norte de Fórmula Renault como para la  Eurocopa de Fórmula Renault.  En la serie NEC consiguió su primer podio en la Fórmula Renault 2.0, mientras que en la Eurocopa registró su peor temporada con tres descalificaciones y fue excluido de la ronda final en Barcelona.

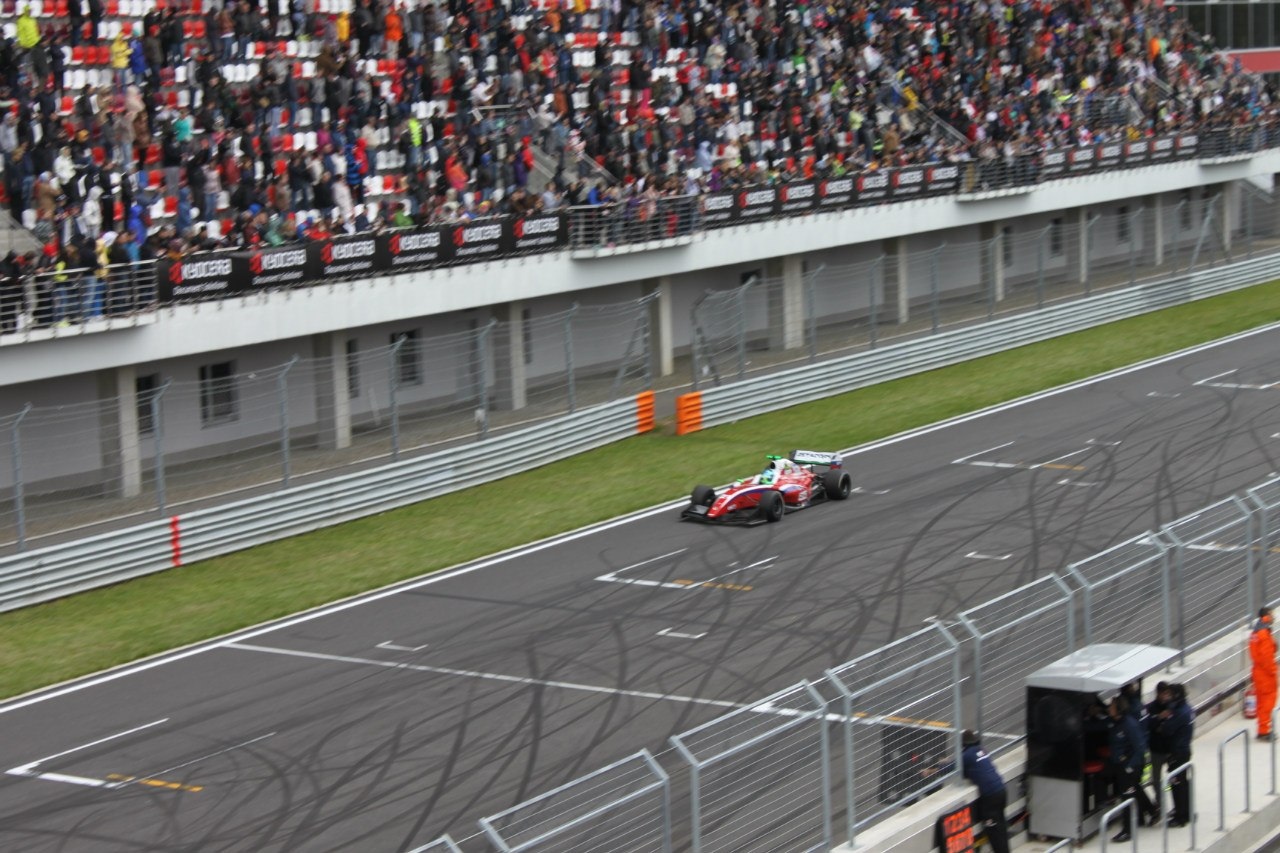
Mavlanov durante la Carrera 1 de la temporada 2014 de la Serie Fórmula Renault 3.5 en el Circuito de Moscú.

### International GT Open
Mavlanov hizo su debut en las carreras de autos deportivos en la clase GTS del International GT Open en 2013, compitiendo para SMP Racing-Russian Bears.  Terminó cuarto en la clasificación GTS con tres victorias en su clase.

### Fórmula Renault Serie 3.5
Mavlanov pasará a la Fórmula Renault 3.5 Series en 2014 con Zeta Corse . 

## Récord de carreras

### Resumen de la carrera
| Temporada | Campeonato                            | Equipo                                   | Carreras | Ganador | Poles | FLaps | Podios | Puntos | Posición |
| --------- | ------------------------------------- | ---------------------------------------- | -------- | ------- | ----- | ----- | ------ | ------ | -------- |
| 2011      | Eurocopa de Fórmula Renault           | Boëtti Racing Team                       | 13       | 0       | 0     | 0     | 0      | 0      | 35th     |
| 2011      | Fórmula Renault 2.0 Alpes             | Boëtti Racing Team                       | 14       | 0       | 0     | 0     | 0      | 115    | 13th     |
| 2012      | Eurocopa de Fórmula Renault           | Tech 1 Racing                            | 14       | 0       | 0     | 0     | 0      | 0      | 33rd     |
| 2012      | Fórmula Renault 2.0 Alpes             | Tech 1 Racing                            | 14       | 0       | 0     | 0     | 0      | 28     | 15th     |
| 2013      | International GT Open - GTS           | SMP Racing - Russian Bears               | 15       | 3       | 0     | 0     | 4      | 0      | 4th      |
| 2013      | Spanish GT Championship - GTS         | SMP Racing - Russian Bears               | 6        | 2       | 1     | 0     | 3      | 52     | 5th      |
| 2013      | Eurocup Formula Renault 2.0           | RC Formula                               | 8        | 0       | 0     | 0     | 0      | 0      | 29th     |
| 2013      | Formula Renault 2.0 NEC               | RC Formula                               | 9        | 0       | 0     | 0     | 1      | 81     | 18th     |
| 2014      | Formula Renault 3.5 Series            | Zeta Corse                               | 15       | 0       | 0     | 0     | 0      | 0      | 24th     |
| 2014      | Blancpain Endurance Series - Pro-Am   | SMP Racing - Russian Bears               | 1        | 0       | 0     | 0     | 0      | 0      | NC       |
| 2014      | International GT Open - Super GT      | SMP Racing - Russian Bears               | 16       | 3       | 3     | 0     | 10     | 104    | 1st      |
| 2015      | Lamborghini Super Trofeo Europe - Pro | Antoneli Motorsport                      | 11       | 1       | 0     | 0     | 0      | 91     | 2nd      |
| 2015      | Blancpain GT Sprint Series            | GT Russian Team                          | 2        | 0       | 0     | 0     | 0      | 6      | 23rd     |
| 2016      | NASCAR Whelen Euro Series - Elite 2   | Dexwet Renauer Team                      | 2        | 0       | 0     | 0     | 0      | 461    | 14th     |
| 2016      | NASCAR Whelen Euro Series - Elite 2   | DF1 Racing                               | 4        | 0       | 0     | 0     | 0      | 461    | 14th     |
| 2016      | NASCAR Whelen Euro Series - Elite 2   | SPV Racing                               | 4        | 0       | 0     | 0     | 1      | 461    | 14th     |
| 2022      | 24H GT Series - GT3                   | Lionspeed by Car Collection Motorsport   |          |         |       |       |        |        |          |
| 2023      | 24 Hours of Nürburgring - TCR         | sharky-racing by MSC Sinzig e.V. im ADAC | 1        | 0       | 0     | 0     | 0      | N/A    | 5th      |

### Resultados completos de la Fórmula Renault 3.5 Series
(Las carreras en negrita indican la pole position) (Las carreras en cursiva indican la vuelta más rápida)
| Año  | Equipo     | 1        | 2        | 3        | 4        | 5        | 6        | 7        | 8        | 9         | 10       | 11       | 12       | 13       | 14    | 15    | 16       | 17        | Pos  | Puntos |
| ---- | ---------- | -------- | -------- | -------- | -------- | -------- | -------- | -------- | -------- | --------- | -------- | -------- | -------- | -------- | ----- | ----- | -------- | --------- | ---- | ------ |
| 2014 | Zeta Corse | MNZ 1 13 | MNZ 2 15 | ALC 1 17 | ALC 2 15 | MON 1 19 | SPA 1 13 | SPA 2 16 | MSC 1 12 | MSC 2 Ret | NÜR 1 17 | NÜR 2 13 | HUN 1 13 | HUN 2 16 | LEC 1 | LEC 2 | JER 1 11 | JER 2 Ret | 24th | 0      |